# Tour della nazionale maschile di rugby a 15 dell'Australia 1975-1976
A cavallo tra il 1975 e il 1976 la Nazionale Australiana di "Rugby a 15" si reca in Europa per un Tour, che proseguirà anche con un match in terra americana.
Obiettivo del test è quello di realizzare i cosiddetto "Grande Slam" battendo cioè tutte le quattro squadre britanniche.
Fallirà miseramente con tre sconfitte su quattro.

## Risultati
| Pontypool 21 ottobre 1975 | Gwent | 15 – 26 | Australia XV |  |

| Oxford 29 ottobre 1975 | Oxford University | 3 – 36 | Australia XV |  |

| Cardiff 1º novembre 1975 | Cardiff RFCdiff | 14 – 9 | Australia XV | Arms Park |

| Llanelli 4 novembre 1975 | Llanelli RFC | 28 – 28 | Australia XV | stradey Park |

| Londra 8 novembre 1975 | London Counties | 11 – 26 | Australia XV | (Twickenham) |

| Leicester 12 novembre 1975 | Est Midland | 11 – 8 | Australia XV |  |

| Cork 13 novembre 1975 | Munster Rugby | 13 – 15 | Australia XV |  |

| Bristol 26 novembre 1975 | South-West Counties (Glos & Somerset) | 6 – 15 | Australia XV |  |

| Belfast 29 novembre 1975 | Ulster Rugby | 25 – 30 | Australia XV | (Ravenhill) |

| Edimburgo 6 dicembre 1975 | Scozia | 10 – 3 | Australia | (Murrayfield) |

| Aylesbury 10 dicembre 1975 | Southern Counties | 14 – 33 | Australia XV |  |

| Coventry 13 dicembre 1975 | West Midlands | 12 – 31 | Australia XV |  |

| Neath 16 dicembre 1975 | Glamorgan | 18 – 51 | Australia XV |  |

| Cardiff 20 dicembre 1975 | Galles | 28 – 3 | Australia | Arms Park |

| Exeter 27 dicembre 1975 | Cornwall & Devon | 9 – 23 | Australia XV |  |

| Londra 3 gennaio 1976 | Inghilterra | 23 – 6 | Australia | (Twickenham) |

| Newport 7 gennaio 1976 | Newport RFC | 7 – 13 | Australia XV |  |

| Dublino 17 gennaio 1976 | Irlanda | 10 – 20 | Australia | (Lansdowne Road) |

| Cardiff 24 gennaio 1976 | Barbarians | 19 – 7 | Australia XV | Arms Park |

| Los Angeles 31 gennaio 1976 | Stati Uniti | 12 – 24 | Australia |  |

## Riepilogo
|                | G  | V  | N | P | Pt.+ | Pt. - |
| -------------- | -- | -- | - | - | ---- | ----- |
| Test match     | 5  | 2  | 0 | 3 | 56   | 83    |
| Altri Incontri | 15 | 13 | 0 | 2 | 351  | 205   |
| TOTALE         | 20 | 15 | 0 | 5 | 407  | 288   |